# System wizyjny
System wizyjny, przemysłowy system wizyjny, widzenie przemysłowe, wizja maszynowa (ang. machine vision) – układ współpracujących ze sobą elektronicznych urządzeń, którego funkcją jest automatyczna analiza wizyjna otoczenia na podobieństwo zmysłu wzroku u ludzi.
System składa się z urządzeń pozyskujących informacje (kamera lub układ kamer), urządzenia służącego do akwizycji i przetwarzania danych (typu frame grabber) oraz urządzenia analizującego dane (procesor lub komputer z oprogramowaniem). Jeżeli badane obiekty nie emitują światła, integralną częścią systemów wizyjnych są jego źródła, czyli oświetlacze.
Przemysłowy system wizyjny najczęściej służy do sprawdzania cech fizycznych obiektów, takich jak: wymiary, kształt, kolor, stan powierzchni, (połysk, chropowatość, nadruk etc). Pozyskane przy jego pomocy dane stanowią podstawę do podjęcia odpowiedniej decyzji (np. o kolejnym etapie procesu wytwórczego). 
W produkcji, zadania wynikające z informacji uzyskanych przez system wizyjny najczęściej wykonują roboty przemysłowe – ze względu na ich szybkość i precyzję działania. Wówczas informacje te są wykorzystywane do sterowania napędami robota, np. w celu uchwycenia przedmiotu. Pozwala to kontynuować proces produkcyjny, chociaż czasami stanowi interwencję w jego przebieg (np. wychwycenie przedmiotu z wadą).
Ze względu na rodzaj zastosowanych urządzeń i moc przetwarzania wyróżnia się następujące typy systemów wizyjnych:
- czujnik wizyjny (tzw. soft sensor) – kamera, procesor i oświetlacz zintegrowane w jednej obudowie; z powodu stosunkowo małej rozdzielczości kamery (do 640×480 pikseli) i ograniczonych możliwości procesora, soft sensory stosuje się do prostszych zadań, jak czytanie kodów, nieskomplikowane pomiary, rozpoznawanie obecności obiektów;

- kamera inteligentna – kamera zintegrowana w jednej obudowie z komputerem; ze względu na wysoką rozdzielczość kamery (do 1600×1200 pikseli) i możliwości operacyjne oprogramowania, kamery inteligentne znajdują zastosowanie w bardzo zróżnicowanych zadaniach, w tym wymagających dużej szybkości działania i dużych mocy obliczeniowych;

- układ kamera – komputer – system złożony z kamery współpracującej z oddzielnym komputerem klasy PC, pozwala na dobór dowolnej kamery, optymalnej z punktu widzenia kontrolowanego procesu (np. monochromatycznej lub kolorowej, liniowej lub matrycowej[2].

Chociaż obecnie przemysłowe systemy wizyjne stosuje się najczęściej do kontroli jakości produktów, światowym trendem jest zastosowanie ich już na etapie produkcji, do jej nadzorowania przez ocenę i informowanie, czy parametry produkcji zbliżają się do wartości granicznych. Pozwala to zapobiegać wytwarzaniu produktów wadliwych.